# Церковь Сен-Мартен-де-Монморанси
Коллегиальная церковь Сен-Мартен-де-Монморанси (фр. La collégiale Saint-Martin de Montmorency) — готическая коллегиальная церковь XVI века, расположенная в Монморанси в департаменте Валь-д’Уаз, регион Иль-де-Франс. Построенная на скалистом отроге, она возвышается над долиной Монморанси. Примечательна своей архитектурной уникальностью, строгостью и гармонией, соответствующими её исторической роли как места захоронения представителей знатного рода Монморанси. Особенно известна своей исключительной серией из четырнадцати витражей эпохи Французского Ренессанса. С 1631 года, за год до казни последнего коннетабля Генриха II де Монморанси, она также служила приходской церковью. Бывшая коллегиальная церковь принимает католических верующих Монморанси и подчиняется епархии Понтуаз. С 2018 года настоятелем церкви является отец Эмерик Дюпон.

## История
Около 1124 года Матьё I де Монморанси основал монастырь Буа-Сен-Пер недалеко от замка Шато-де-ла-Шасс и коллегиальную церковь Сен-Мартен в Монморанси, чтобы иметь поблизости место поклонения и последнего упокоения, достойное усопших членов семьи. Строительство пришлось начать быстро, поскольку первые каноники были назначены уже в 1132 году.
От первой церкви остались лишь остатки фундамента хора и отдельные детали: колонны, капители (последние хранятся в Лувре, в Париже).
Строительство ныне существующей церкви началось в 1515 году под руководством Гийома де Монморанси по амбициозному плану в стиле поздней пламенеющей готики. Шестнадцать лет спустя, после смерти лорда, была завершена восточная часть с двумя боковыми нефами с изящным, тонким шпилем из дерева, и северный портал. Главным архитектором был Жан Бюллан (Первый ?). Основные работы над нефом были закончены шесть лет спустя, в 1563 году, но церковь оставалась незавершённой, когда гробница коннетабля была установлена в центре нефа.
Со временем семья Монморанси пришла в упадок, и церковь была передана монахам-ораторианцам. Монахи основали коллеж для новоприбывающих братьев и предлагали высшее образование в области теологии и философии. После двух пристроек в 1696 и 1735 годах коллеж превратился во внушительное здание, примыкающее к северному фасаду церкви. Тем временем в 1631 году, за год до своей казни, Генрих II де Монморанси официально подтвердил учреждение приходского богослужения в коллегиальной церкви.
В 1687 году работа над фасадом была продолжена по проекту Жана Бюллана. Идея архитектора состояла в том, чтобы оформить фасад в виде колоссальной триумфальной арки, но средств на реализацию этого проекта не хватало.
Во время Французской революции вандалы уничтожили мебель и все гробницы. От разрушения удалось спасти лишь фрагменты лежащих статуй Анны де Монморанси и его жены Мадлен де Савойя. Они хранятся в Лувре. На витражах были удалены все гербы, но здание сохранилось.
В списке 1840 года церковь классифицирована как исторический памятник и стала одним из первых шести исторических памятников на территории нынешнего департамента Валь-д’Уаз. В период с 1881 по 1887 год под руководством архитектора и историка искусств Люсьена Маня здание и витражи были отреставрированы. В 1875 году он спроектировал более простую колокольню. Этот проект был принят, и работы начались в 1892 году; продолжались до 1909 года, когда был установлен барельеф портала.

## Архитектура

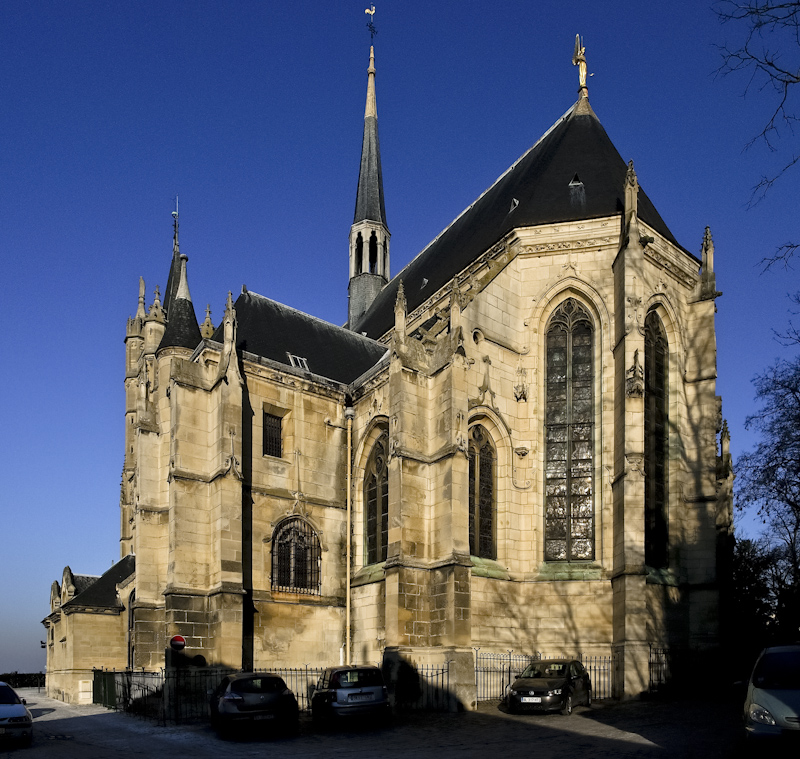
Вид с юго-востока

Здание состоит из центрального нефа, разделённого на девять отсеков одинаковых размеров, с апсидой, и двух боковых нефов по девять пролётов каждый, колокольни, возвышающейся над западным окончанием южного нефа, и неоготической сакристии 1881 года, также пристроенной к южной стороне. У церкви отсутствует трансепт и чёткое различие между нефом и хором. Центральный неф имеет общую внутреннюю длину 36 м, а с учётом боковых нефов ширина интерьера достигает 16 м. Таким образом, коллегиальная церковь Сен-Мартен не входит в число крупнейших церквей департамента, вопреки тому, что можно предположить, глядя на её массивный силуэт, доминирующий над городом. Высота деревянного шпиля колокольни составляет 42 метра. Церковь имеет два главных портала: северный, построенный до 1531 года, и западный портал начала XX века в стиле неоготики.

## Витражи
В церкви Сен-Мартен хранятся четыре старинных предмета мебели и десять витражей, которые с 1840 года считаются историческими памятниками церкви, а четыре других были классифицированы как более поздние. Однако все четырнадцать из двадцати двух витражей датируются XVI веком. Двенадцать из них были изготовлены в период с 1524 по 1545 год для хора и апсиды, до начала строительства нефа. Витражи были подарены членами семьи или родственниками семьи Монморанси. Они представляют собой галерею портретов членов дома Монморанси и их окружения, другие демонстрируют важные исторические события и канонические религиозные сюжеты.

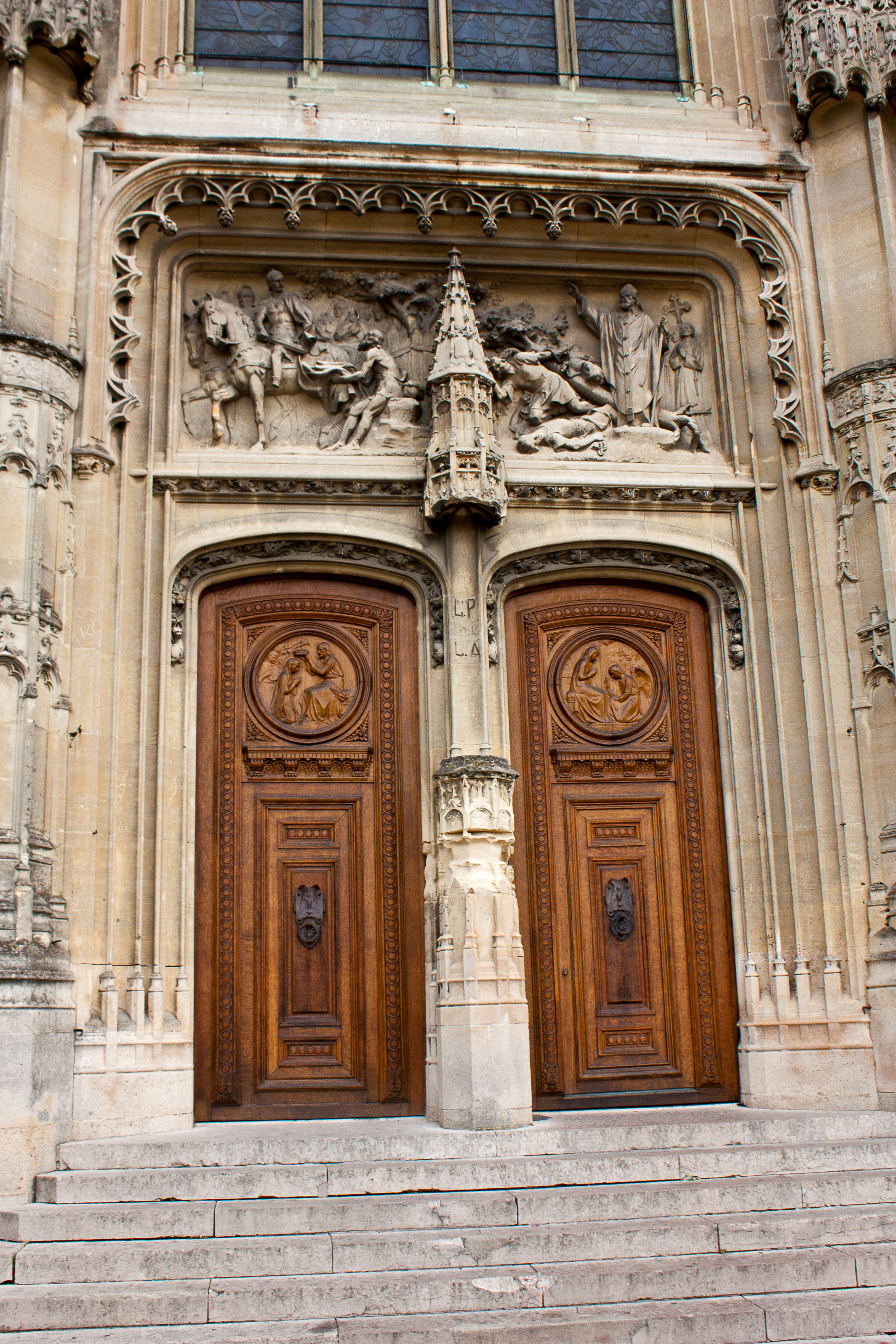
Западный портал
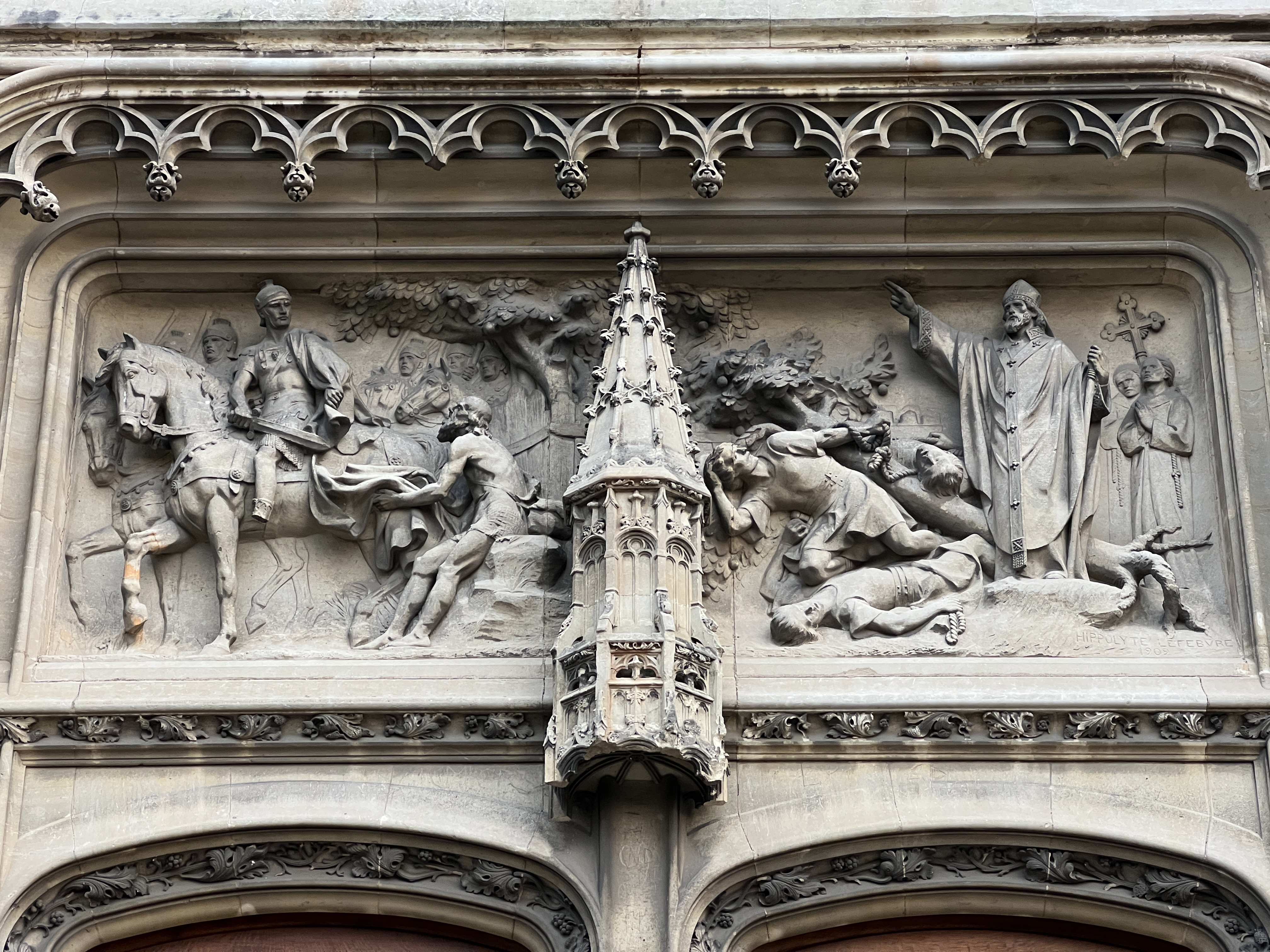
Барельеф западного портала
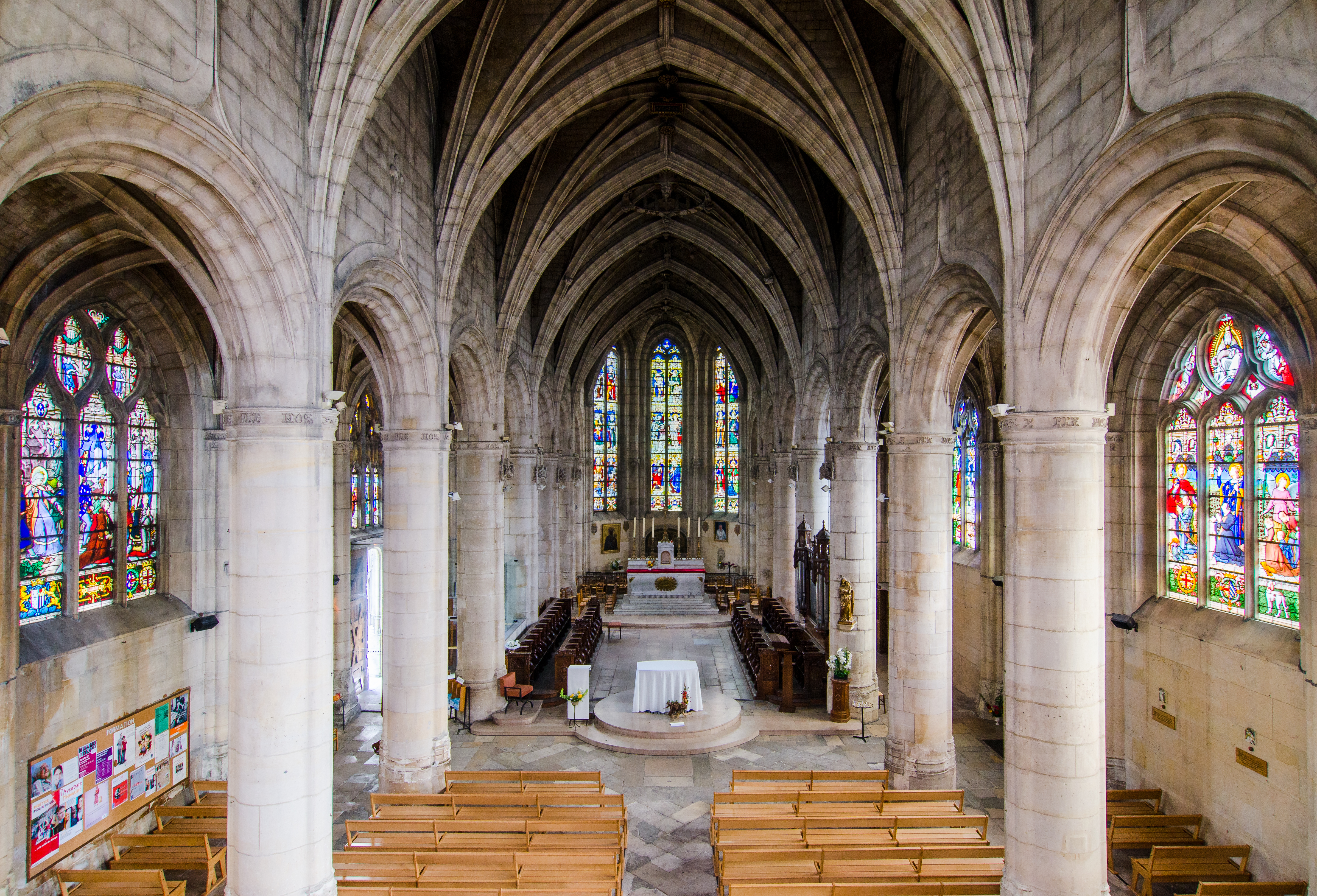
Интерьер
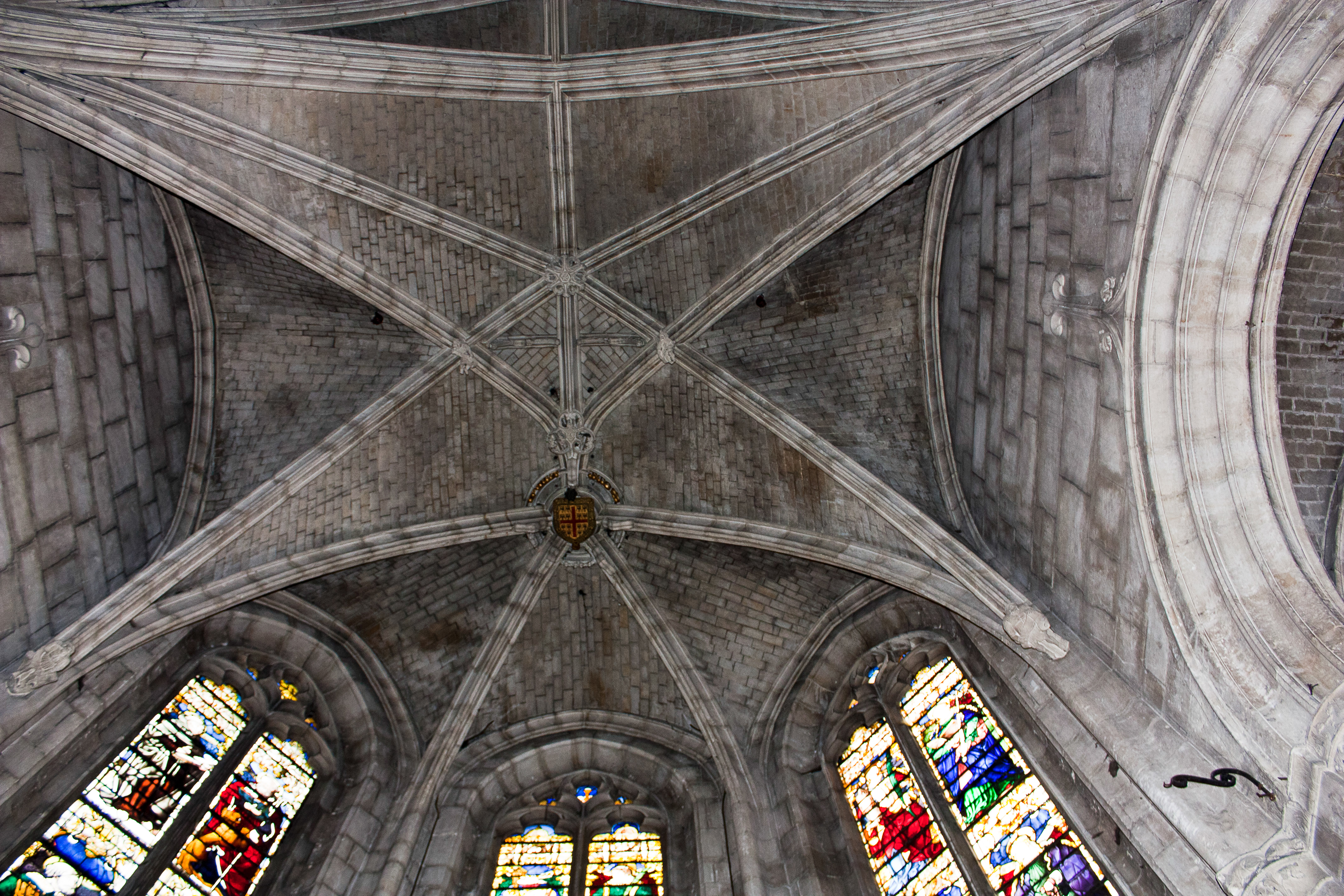
Свод апсиды
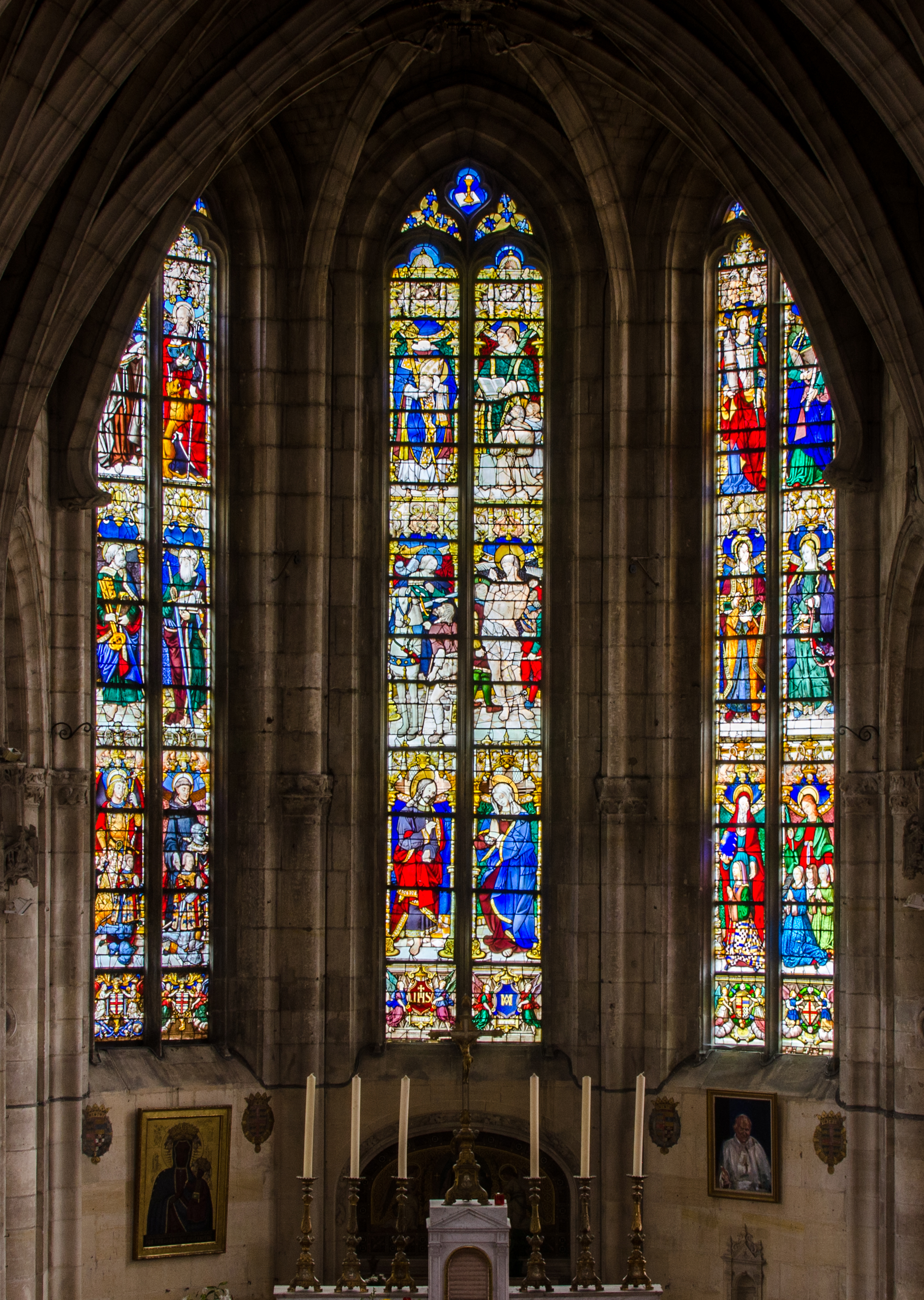
Витражи апсиды
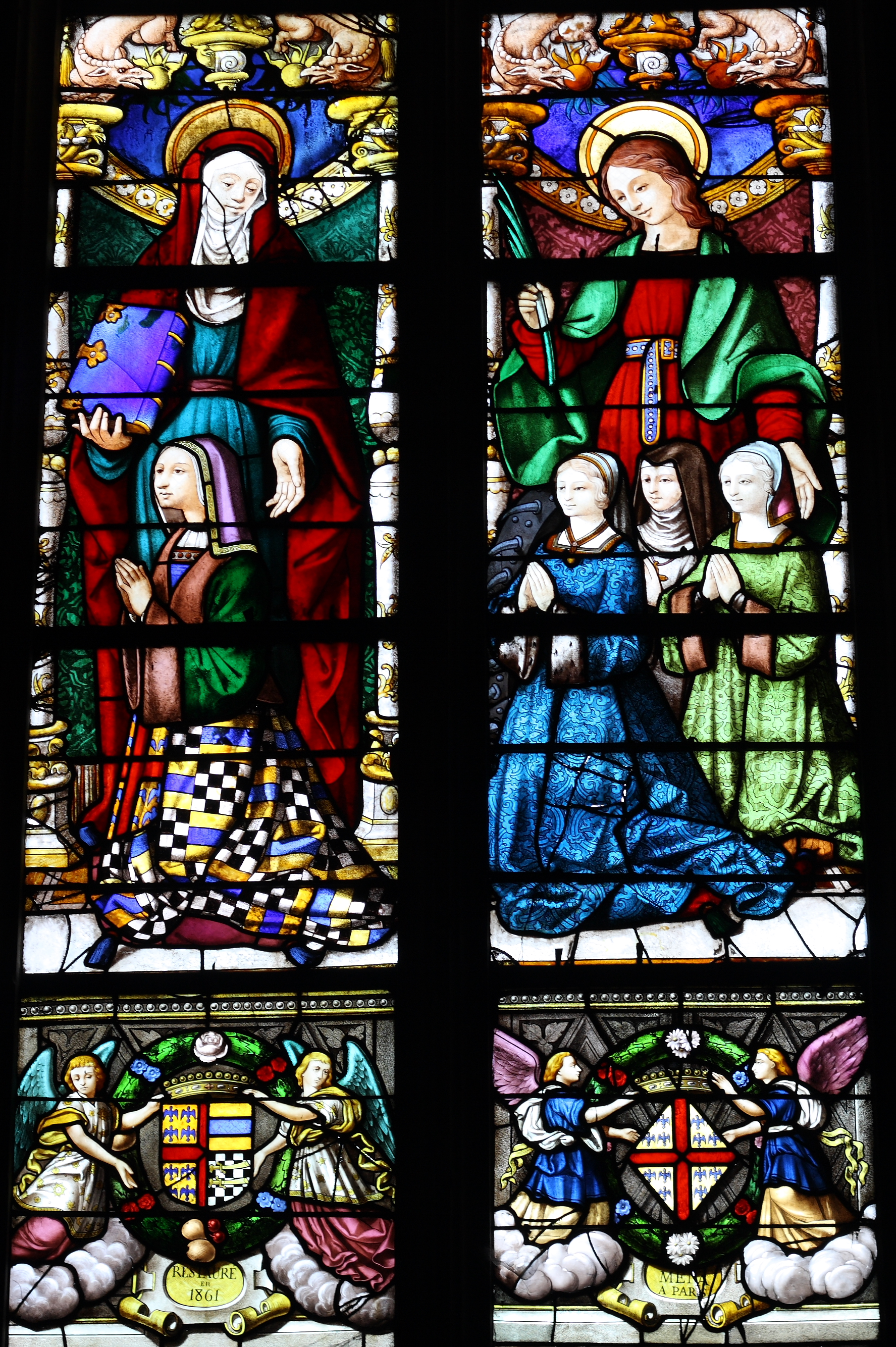
Витражи нефа
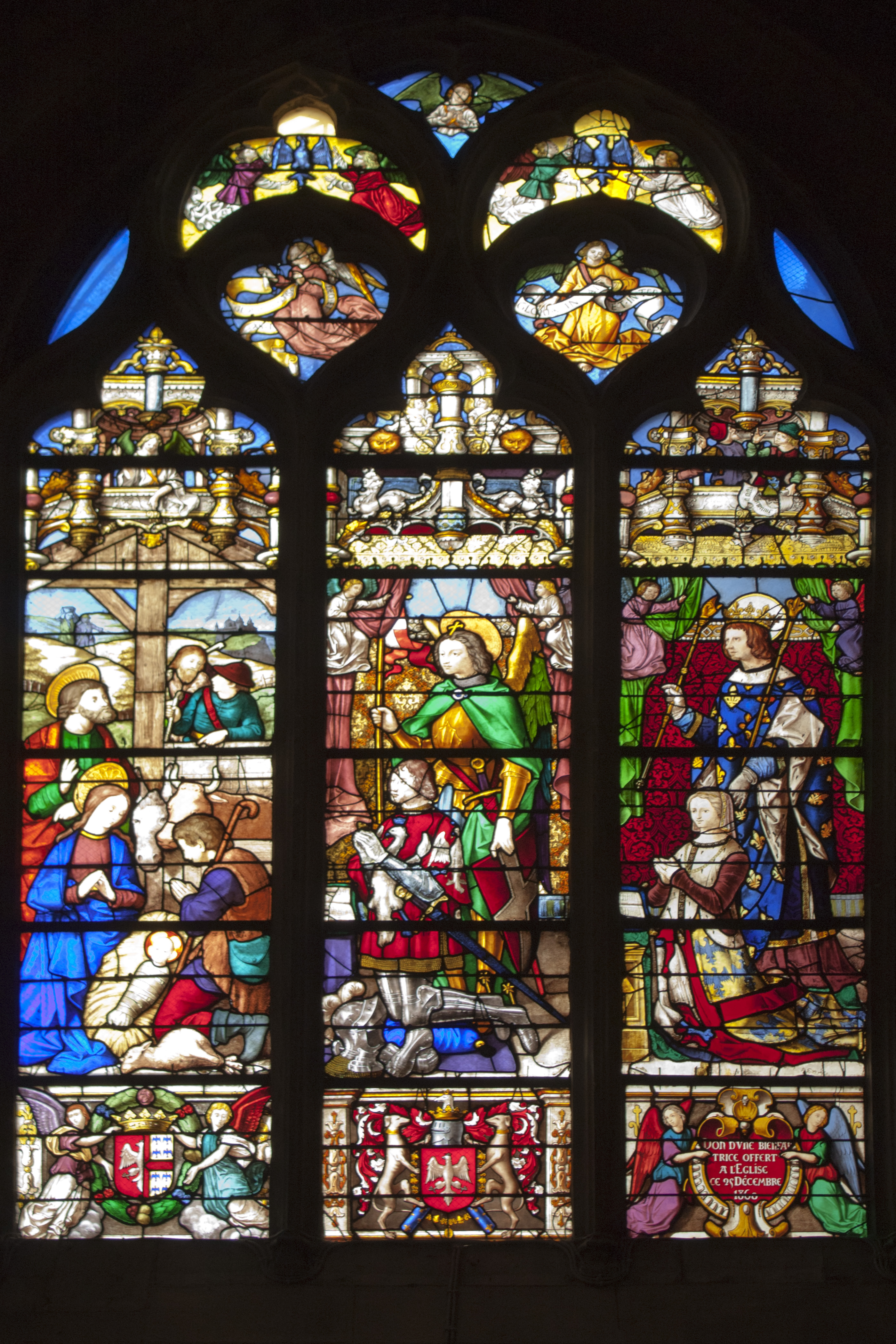
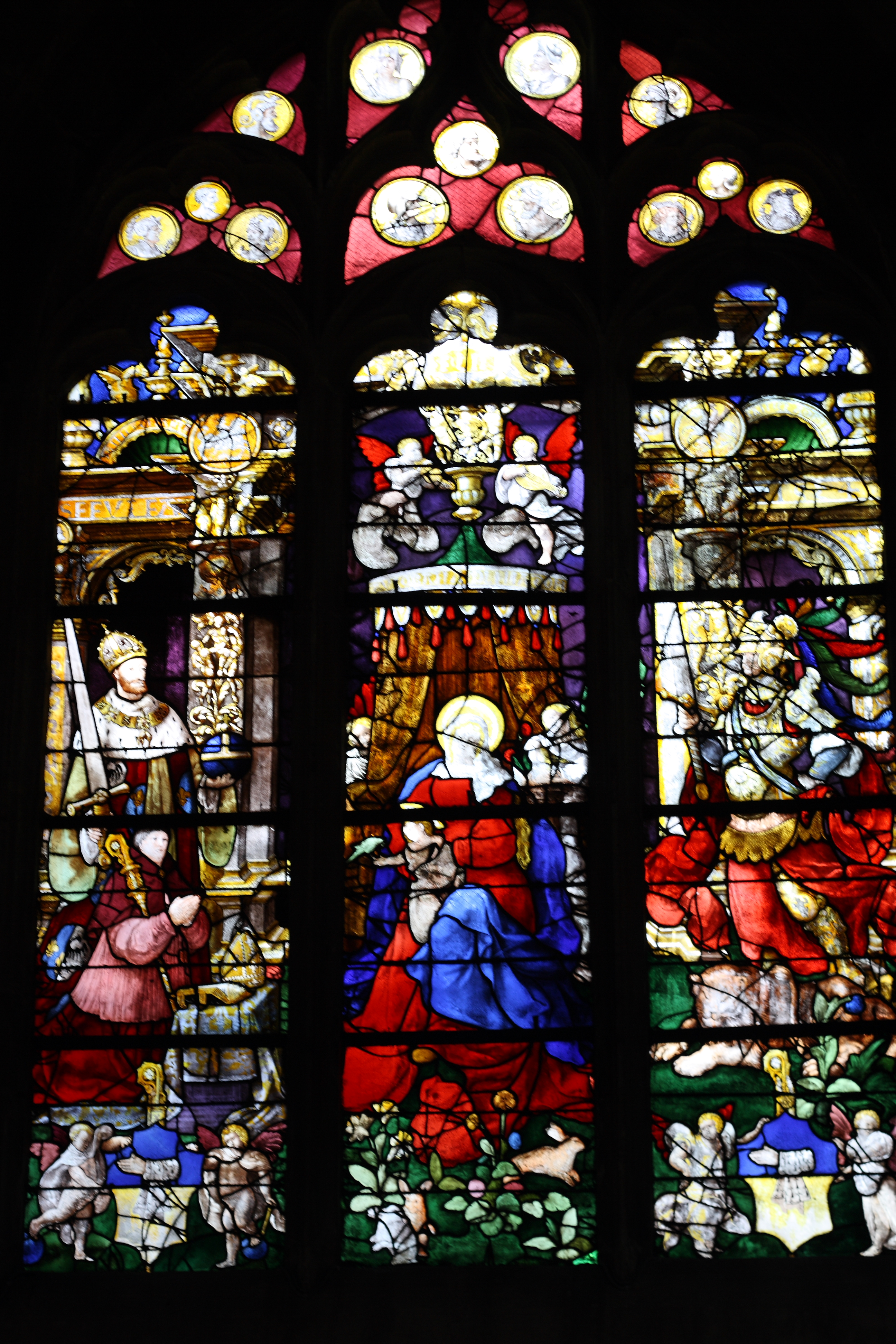
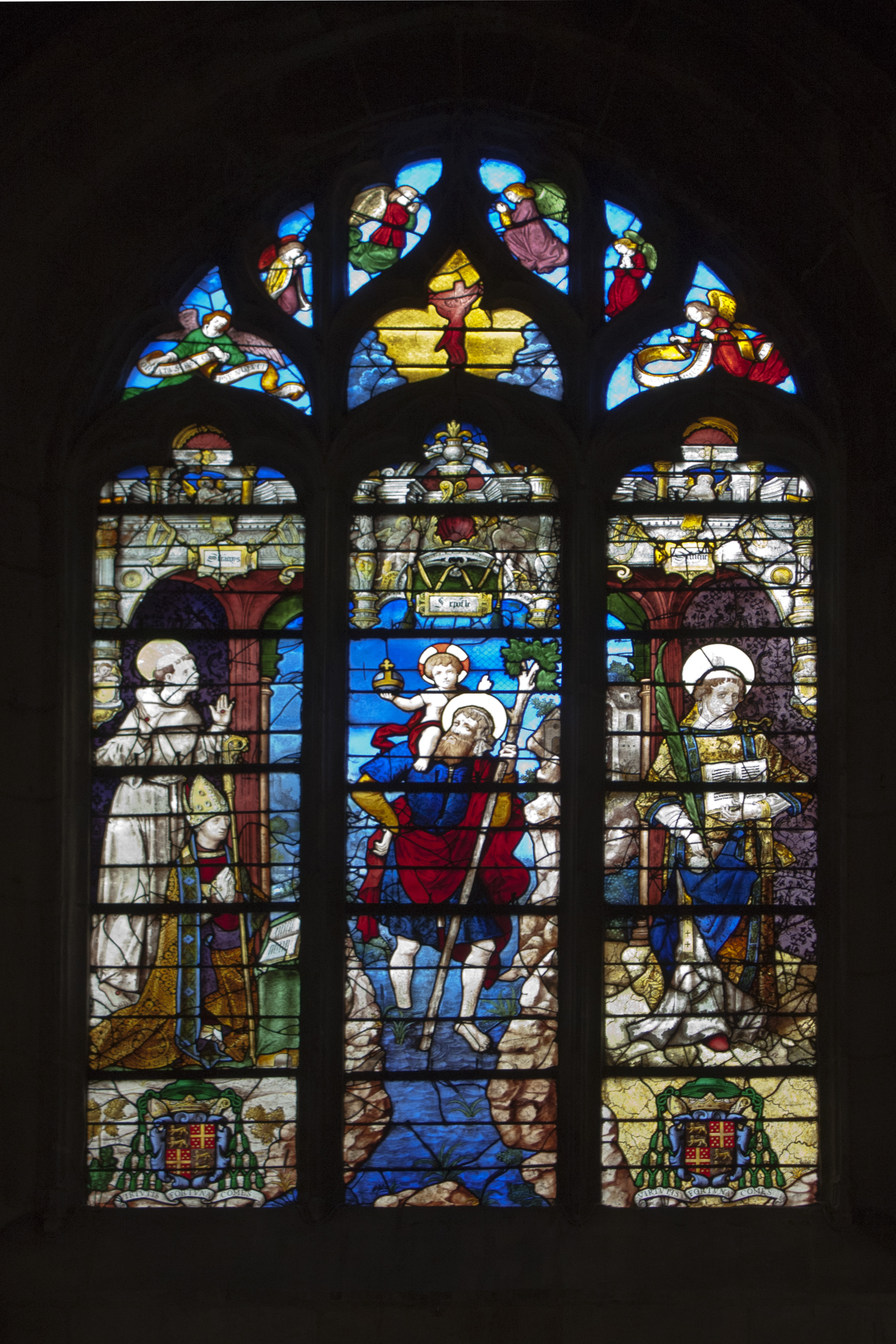